# Zonko's Fopmagazijn
Zonko's Fopmagazijn (Engels: Zonko's Joke Shop) is een winkel die voorkomt in de Harry Potter-boekenreeks van de Britse schrijfster J.K. Rowling.
Zonko's is een fopwinkel in Zweinsveld en een van de lievelingsplekjes van leerlingen van Zweinstein. Tijdens de terugkeer van Voldemort wordt Zonko gesloten. Fred en George denken erover het pand te kopen en er de Tovertweelings Topfopshop van te maken, maar bedenken zich wanneer de leerlingen van Zweinstein niet meer naar Zweinsveld mogen.

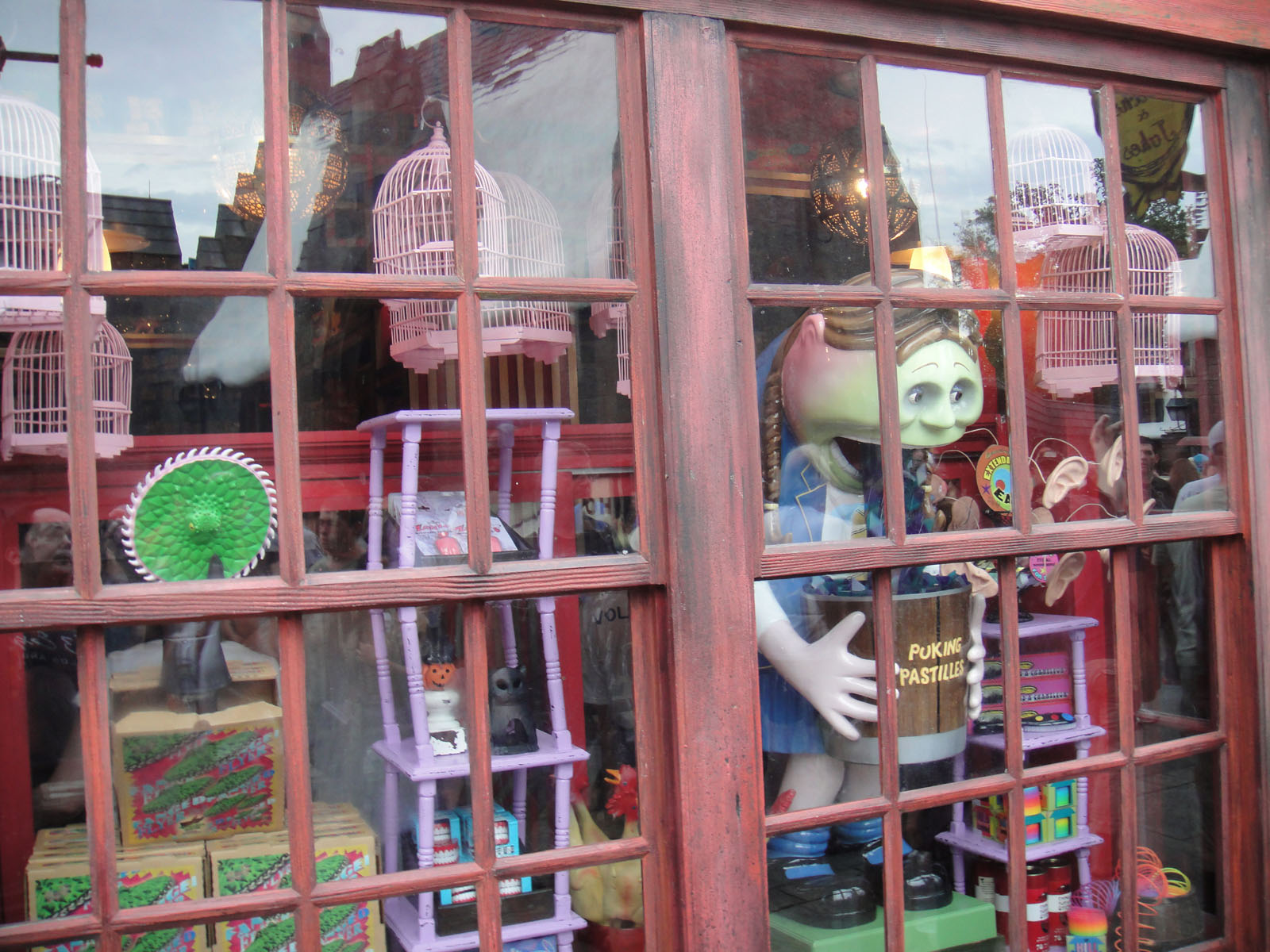
Winkeletalage